# Marie Avgeropoulos
Marie Avgeropoulos, née le 17 juin 1986 à Thunder Bay (Ontario), est une actrice et mannequin canadienne. 
Elle est connue pour son rôle de Kirstie dans la série Cult et d'Octavia dans la série Les 100.

## Biographie
Marie Avgeropoulos est repérée par l’industrie du divertissement grâce à son passe-temps préféré, la batterie. Au cours d’un casting, la musicienne attire l'attention du réalisateur, Chris Columbus (Mme Doubtfire et Maman j’ai raté l’avion) qui cherche un batteur pour son prochain film, I Love You, Beth Cooper.
Un an plus tard, la jeune Canadienne apparaît dans un long-métrage du même cinéaste, Percy Jackson : Le Voleur de foudre. Dans le rôle d'une des filles d’Aphrodite, elle séduit le grand public qui la retrouve ensuite dans Hunt to Kill. Elle y campe la fille rebelle d’un soldat d’élite, kidnappée par de dangereux fugitifs. La même année, elle enchaîne les tournages entre le petit écran, dans Human Target et Eureka, et le grand écran, notamment dans 50/50 avec Joseph Gordon-Levitt.
Le téléfilm Le Lycée de la honte, quant à lui, offre à Marie Avgeropoulos une véritable visibilité. En tête d’affiche, elle incarne une jeune fille impliquée dans un trafic de call-girls. Un rôle clé pour sa carrière, qui lui permet de s’offrir un personnage récurrent dans la fiction policière de la CW, Cult. Malgré sa belle performance, la série est annulée au terme d'une brève saison. Mais la chaîne lui propose de tourner dans leur nouveau programme phare, Les 100. Sous le costume d'Octavia Blake se cache une jeune femme plus battante que jamais, prête à tout pour assurer la survie de son peuple sur Terre.

## Vie privée
En juin 2013, Marie devient la compagne de l'acteur américain Taylor Lautner — rencontré sur le tournage de Tracers,,. Le 15 janvier 2015, il a été annoncé qu'ils sont séparés depuis plusieurs mois,,,. En août 2018, Marie est arrêtée pour avoir agressé son compagnon, mais est libérée, son agressivité ayant été causée par un médicament.

## Filmographie

### Cinéma

#### Longs métrages
- 2009 : I Love You, Beth Cooper de Chris Columbus : Valli Wooley
- 2010 : Hunt to Kill de Keoni Waxman : Kim Rhodes
- 2010 : 50/50 de Jonathan Levine : Allison
- 2015 : Tracers de Daniel Benmayor : Nikki
- 2015 : Numb de Jason R. Goode : Cheryl
- 2015 : Isolation de Shane Dax Taylor : Nina
- 2016 : A Remarkable Life de Vohn Regensburger : Chelsea
- 2016 : Dead Rising: Endgame de Pat Williams : Sandra Lowe
- 2020 : Jiu Jitsu de Dimitri Logothetis : Myra

#### Court métrage
- 2010 : Random Walk de Lux

### Télévision

#### Séries télévisées
- 2009 : Supernatural : Taylor (saison 4, épisode 13)
- 2009 : Harper's Island : Stacy DeKnight (1 épisode)
- 2009 : The Guard : Police maritime : Jeanette (1 épisode)
- 2010 : The Troop : Sarah (1 épisode)
- 2010 : Fringe : Leah (2 épisodes)
- 2010 : Human Target : La Cible : Jamie Hartloff (1 épisode)
- 2011 : Eureka : Bonnie (1 épisode)
- 2011 : Hiccups : Terry (1 épisode)
- 2012 : The Inbetweeners : Samantha (4 épisodes)
- 2013 : Cult : Kirstie Nelson-Reynolds (rôle récurrent, 10 épisodes)
- 2013 : 90210 Beverly Hills : Nouvelle Génération (90210) : Cassie McCoy (1 épisode)
- 2014-2020 : Les 100 : Octavia Blake (personnage principal)

#### Téléfilms
- 2009 : De mères en filles (Sorority Wars) de James Hayman : Missy
- 2010 : Écran de fumée (Smoke Screen) de Gary Yates : Suzi
- 2012 : Le Lycée de la honte (Walking the Halls) de Doug Campbell : Amber Pierce
- 2012 : La Fugitive (Fugitive at 17) de Jim Donovan : Holly Hamilton

#### Documentaires
- 2017 : She Must Count pour FFLV (Food For Life Vrindavan) sur YouTube

## Distinctions
Nominations
- 2016 : Leo Award du meilleur second rôle féminin dans un film pour Numb